# Phyllonorycter martiella
Phyllonorycter martiella là một loài bướm đêm thuộc họ Gracillariidae. Loài này có ở Canada (British Columbia, Nova Scotia và Québec) và Hoa Kỳ (bao gồm Maine, Michigan, North Carolina, Vermont và Kentucky).
Sải cánh dài khoảng 6.8 mm.
Ấu trùng ăn Betula species, bao gồm Betula lenta. Chúng ăn lá nơi chúng làm tổ.